# 良貴
良貴（1845年—1891年），愛新覺羅氏，鑲紅旗清朝宗室，清朝官員，進士出身。

## 生平
同治三年（1864年）甲子科順天鄉試舉人。同治七年（1868年）任候補宗學副管。同治十三年（1874年）甲戌科進士，改庶吉士，任宗學副管。光緒二年（1876年）任翰林院編修。光緒四年（1878年）任右贊善、國子監司業。光緒八年（1882年）任右庶子、日講起居注官、左庶子、翰林院侍講學士。光緒九年（1883年）改翰林院侍讀學士。

## 家族
- 九世祖努爾哈赤。
- 八世祖英亲王阿濟格。
- 七世祖傅勒赫。
- 六世祖綽克託。
- 五世祖瑚圖禮，头等侍卫。嫡妻瓜爾佳氏五官正靈台郎巢克托之女。
  - 胞兄素嚴（又蘇燕）。嫡妻尙佳氏（父镶蓝旗汉军、内大臣尚之孝，祖父平南王尚可喜）。
  - 胞弟興綬。其子袭辅国公九成。孙袭奉恩将军順德，妻瓜爾佳氏（父镶黄旗满洲、散秩大臣、三等信勇公兆德，祖父三等信勇公傅爾丹）。
  - 胞弟普照，已革輔國公。其子恆新，已革輔國公。孙儿宜孫，宗學副管；宜興，步軍統領。
  - 胞弟經照，已革輔國公。养子寧仁。
- 高祖父額爾赫宜（字墨香，1743-1790），头等侍卫。嫡妻博佳氏博濤之女。
  - 胞兄瑚玐。子敦敏、敦誠。
  - 胞兄寧仁（字英新）。养子敦誠。
- 曾祖父碩臣。嫡妻東鄂洛氏穆特布之女，繼妻鈕祜祿氏鑾輿使裕青之女。
  - 胞兄三等侍衛敦慧（又敦惠）。妻富察氏（胞兄正黃旗滿洲、世襲一等男爵、頭等侍衛成明，父世襲一等男爵富僧阿。祖上本科理和镶黄旗沙济富察氏即乾隆富察皇后祖上同族，族后裔有清末侍郎鳳鳴）。
- 祖父世襲奉恩將軍華德（字葆淳，号健堂，1789-1847），道光三年（1823）癸未科進士、佐領。
- 祖母戴佳氏。其父鑲黃旗滿洲嵩瞻，母愛新覺羅氏（父正藍旗宗室敦福，祖父三等侍衛隆靄，曾祖多羅僖敏貝勒海善，高祖常寧、順治帝第五子；堂姊愛新覺羅氏，嫁鑲黃旗滿洲、富察氏明義，明義著有《綠煙鎖窗集》，其姑母富察氏封乾隆帝之孝賢純皇后；胞叔二等侍衛宗室存誠，系光緒九年（1883）癸未科榜眼壽耆之高祖）；胞兄道光十一年（1831）辛卯恩科舉人裕英；胞侄廣林，妻曹氏（胞兄正红旗汉军、同治十三年（1874）甲戌科进士保昌，表兄正蓝旗汉军、光緒二年（1876）丙子恩科进士胡俊章），堂侄道光三十年（1850）庚戌科二甲进士晉康。華德之胞姊愛新覺羅氏，嫁華德之妻兄鑲黃旗滿洲戴佳氏裕慶；其子廣鈞。良贵与保昌进士同榜。
- 父奉恩將軍秀平（号秦川），道光二十一年（1841）辛丑科三甲進士、工部主事。
- 嫡母克爾特佳氏孔阿穆蘇克納普特之女。
- 胞兄奉恩將軍良喆。
- 胞兄良善。
- 胞姊爱新觉罗氏，嫁镶蓝旗满洲、同治七年（1868）戊辰科三甲进士吴扎库氏扎拉芬（时隶镶蓝旗满洲保庆佐领下；父庆通，母爱新觉罗氏，祖父格浑，曾祖户部郎中成德，高祖威赫讷，太高祖護軍校苗色，始祖苏克图理；据《八旗滿洲氏族通譜》卷34，“蘇克圖理，薩哈爾察地方人[，国初来归]。其曾孫苖色原任護軍校，元孫濟蘭泰現任筆帖式”）。扎拉芬师从正红旗汉军进士曹氏保昌之父純佑。
- 嫡妻嵩佳氏文夔之女。
- 繼妻巴岳特氏（嫡堂兄镶蓝旗蒙古、同治十三年（1874）甲戌科進士文誠公錫良，与宗室良贵进士同榜）。
- 子隆潤。
- 孫存墭。